# Charlton Automatic Rifle
O Charlton foi uma conversão de fogo automático do fuzil Lee-Enfield, projetado pelo neozelandês Philip Charlton em 1941 para atuar como um substituto para as metralhadoras leves Bren e Lewis, que estavam em falta na época.

## Descrição
Os fuzis automáticos Charlton originais foram convertidos de fuzis obsoletos Lee–Metford e fuzis Lee–Enfield que datam da Segunda Guerra dos Bôeres, e foram planejados para uso como fuzis semiautomáticos com as capacidades de fogo automático retidas para uso de emergência. Ele usava os carregadores de 10 tiros do Lee-Enfield e os carregadores de 30 tiros da Bren modificados. A arma nunca foi planejada para ser usada como arma de combate na linha de frente, em vez disso foi projetada e adotada principalmente para a Guarda Nacional da Nova Zelândia.
Havia duas versões do Charlton: a versão da Nova Zelândia, projetada e fabricada pela Charlton Motor Workshops em Hastings, e uma versão produzida na Austrália pela Electrolux, usando o SMLE Mk III* para conversão. Os dois projetos diferiam marcadamente na aparência externa (entre outras coisas, o Charlton da Nova Zelândia tinha um punho de pistola dianteiro e um bipé, enquanto o australiano não tinha isso, tornando-o mais leve e de aparência mais limpa), mas compartilhavam o mesmo mecanismo operacional.
Aproximadamente 1.500 fuzis automáticos Charlton foram fabricados na Nova Zelândia, e quase todos eles foram destruídos em um incêndio acidental no depósito de material bélico localizado no Palmerston North Show Grounds, logo após a Segunda Guerra Mundial.
Como resultado, sabe-se que muito poucos fuzis automáticos Charlton sobreviveram. Exemplos são encontrados no Imperial War Museum em Londres e no National Firearms Centre no Royal Armouries Museum em Leeds, no Reino Unido; no Waiouru Army Museum e no Auckland War Memorial Museum na Nova Zelândia; e no Museu do Exército (Bandiana) na Austrália.